# Toro scatenato
Toro scatenato (Raging Bull) è un film del 1980 diretto da Martin Scorsese.
È fra le pellicole più importanti nate dalla collaborazione tra il regista Scorsese e l'attore Robert De Niro, nonché uno dei migliori film del regista stesso. Ispirato dall'autobiografia del pugile Jake LaMotta, Raging Bull: My Story, adattata da Paul Schrader e Mardik Martin, il film fu quasi interamente girato in bianco e nero.
Robert De Niro interpreta il ruolo del pugile peso medio italoamericano Jake LaMotta, dal carattere brusco e paranoico, che, cresciuto nel Bronx, si allena tenacemente per raggiungere i vertici del pugilato, per poi subire una vera caduta, accompagnata da notevoli problemi con la famiglia e gli amici. La sua interpretazione è unanimemente considerata una delle più intense della storia del cinema e fu premiata con l'Oscar al miglior attore. Il ruolo del fratello-manager di Jake, Joey, è di Joe Pesci; per questa interpretazione, Pesci fu candidato all'Oscar come miglior attore non protagonista.
Nel 1990 il film è stato scelto per la conservazione nel National Film Registry della Biblioteca del Congresso degli Stati Uniti.
Nel 1998 l'American Film Institute l'ha inserito al ventiquattresimo posto della classifica dei migliori cento film statunitensi di tutti i tempi mentre dieci anni dopo, nella lista aggiornata, è salito al quarto posto. Lo stesso istituto l’ha inserito al primo posto nella categoria sportivo.

## Caratteristiche generali
Il film fu distribuito dalla United Artists; inizialmente i produttori esecutivi furono esitanti sui finanziamenti dello stesso, poiché temevano una stroncatura da parte della critica per l'eccessiva violenza, verbale e non. Comunque Scorsese e De Niro, dopo aver rielaborato alcune scene, furono in grado di procedere. Entrambi gli artisti erano intenzionati a fare il meglio possibile: Scorsese non attraversava un buon periodo, sia per problemi d'asma, per il quale fu sostituito come regista in alcune scene da suo padre, Charles Scorsese, sia per l'uscita (poco prima dell'inizio delle riprese) dal "tunnel" della dipendenza da cocaina, sia per il fallimento su ogni fronte (pubblico, critica e spese) del musical New York, New York. Lo stesso Scorsese era convinto che Toro scatenato sarebbe stato molto probabilmente il suo ultimo film.

## Trama
Jake LaMotta, in età avanzata, prepara uno dei suoi consueti spettacoli comici in un piccolo locale, ripensando alla sua precedente carriera di pugile.
LaMotta è un forte e tenace combattente, proveniente dal Bronx, con il fratello minore Joey come suo manager. All'inizio Jake è sposato, ma poco dopo, anche a causa dei fortissimi litigi con la moglie, e della storia d'amore con la bella Vicki, il suo matrimonio fallisce. Contemporaneamente LaMotta sale i gradini del mondo del pugilato, anche se con una certa fatica poiché all'inizio non vuole mettersi sotto la protezione di alcuni influenti personaggi del quartiere che, in cambio di alcuni incontri indirizzati a loro piacimento, lo avrebbero aiutato ad essere proclamato sfidante ufficiale per il titolo di campione mondiale dei pesi medi. Alla fine, dopo alcuni match, tra i quali quelli con Sugar Ray Robinson, e dopo averne perso intenzionalmente qualcuno, per favorire i suoi "protettori", Jake arriva finalmente a poter contendere il titolo al campione del mondo dei pesi medi.

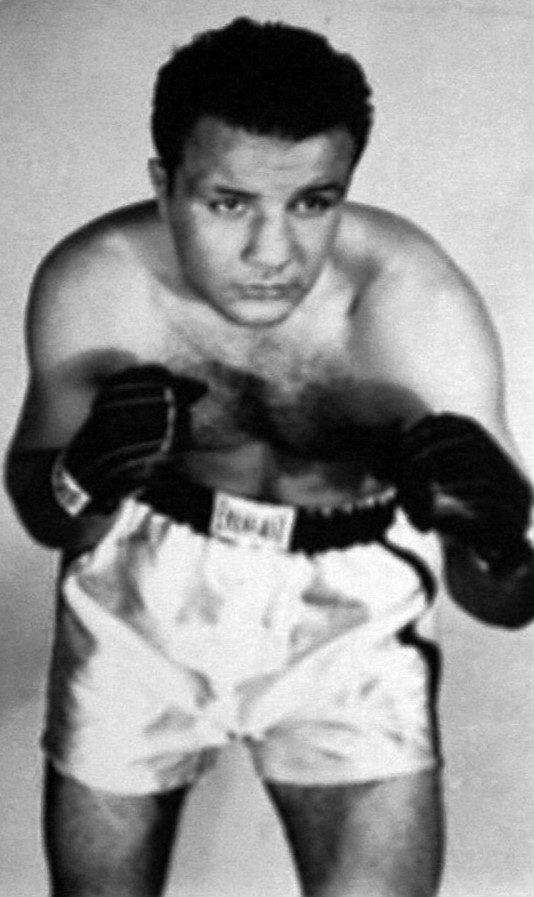
Il vero Jake LaMotta

Nel contempo la sua vita comincia ad essere costellata da grossi problemi, prima quelli di peso, che deve mantenere sotto certi livelli per poter combattere, poi quelli familiari; infatti, nonostante il matrimonio e i figli, Jake è divorato da una forte gelosia, e teme continuamente che la moglie Vicki lo tradisca. Poco prima di un incontro la moglie Vicki fa ingenuamente notare che lo sfidante del marito è un bel ragazzo: i due litigano pesantemente, e durante l'incontro Jake si scatena contro l'avversario, riducendolo in uno stato tale da non poter essere più considerato bello da nessuno.
Nonostante la vittoria del titolo, Jake piomba così ancora di più in uno stato di paranoia, che investe anche gli amici e il fratello; Joey infatti, che aveva sempre fatto di tutto per aiutarlo, fino a fare a pugni per evitare che la cognata si divertisse con dei suoi amici, attira le ire del fratello, che lo sospetta addirittura di andare a letto con la moglie. I rapporti con Joey si fanno sempre più tesi, anche perché quest'ultimo cerca di far seguire una dieta al fratello, finché un giorno Jake lo picchia, in preda a un raptus, scatenato dalla battuta della moglie, esasperata dalla gelosia di lui, sul fatto che lei andasse a letto pure con Joey.
La parabola discendente di LaMotta presto investe anche lo sport, e presto perde il titolo con il suo acerrimo rivale Sugar Ray Robinson; rimasto senza il fratello, che dopo il litigio lo abbandona, senza che Joey lo cerchi più, LaMotta comincia a ingrassare fino a ritirarsi dall'agonismo dopo pochi anni. Ma nemmeno nel lusso in cui vive, con i figli e la paziente moglie al fianco, riesce a condurre una vita serena; LaMotta compra e gestisce il locale omonimo, trascorrendovi molto tempo, dandosi al divertimento, finché Vicki non decide di divorziare e portarsi via i figli. Jake, rimasto solo, si dedica al suo night club, dove fa l'intrattenitore, ma presto subentrano problemi economici e legali: viene incastrato in un'accusa di sfruttamento della prostituzione, e per racimolare i soldi e mettere tutto a tacere spacca anche la sua cintura di campione del mondo per venderne le gemme.
A causa di questa denuncia finisce in prigione, dove libera la sua rabbia contro le pareti, nell'ira di un uomo che piano piano sta perdendo tutto quello che di bello aveva avuto. LaMotta è rimasto solo al mondo, e riesce a malapena a scusarsi con il fratello, incontrandolo per caso; Joey decide con riluttanza di perdonare Jake, andandosene però subito via.
Il vecchio Jake è di nuovo nel suo camerino, e prova allo specchio il monologo che dovrà fare sul palco, tratto da quello di Marlon Brando in Fronte del porto; dove assolve se stesso accusando invece il fratello di essere il responsabile del sul fallimento, reo di non averlo aiutato abbastanza. Poi un uomo viene a chiamarlo per entrare in scena per i suoi 5 minuti di spettacolo.

## Produzione
Il progetto di Toro scatenato fu presentato a Martin Scorsese dal suo amico e collaboratore Robert De Niro, che aveva scoperto il libro di memorie di LaMotta e voleva a tutti i costi avere la parte da protagonista. Il copione originale, ottenuto dal libro, fu scritto da un altro collaboratore e amico di Scorsese, Mardik Martin, che aveva già partecipato alla stesura del copione di Mean Streets. Questo copione si ispirava largamente allo stile drammatico tipico del film Rashomon, che presentava molti e diversi punti di vista. Paul Schrader, già collaboratore di Scorsese per Taxi Driver, optò invece per un altro approccio più chiaro e diretto. Le ultime modifiche del copione videro il lavoro congiunto degli stessi De Niro e Scorsese.

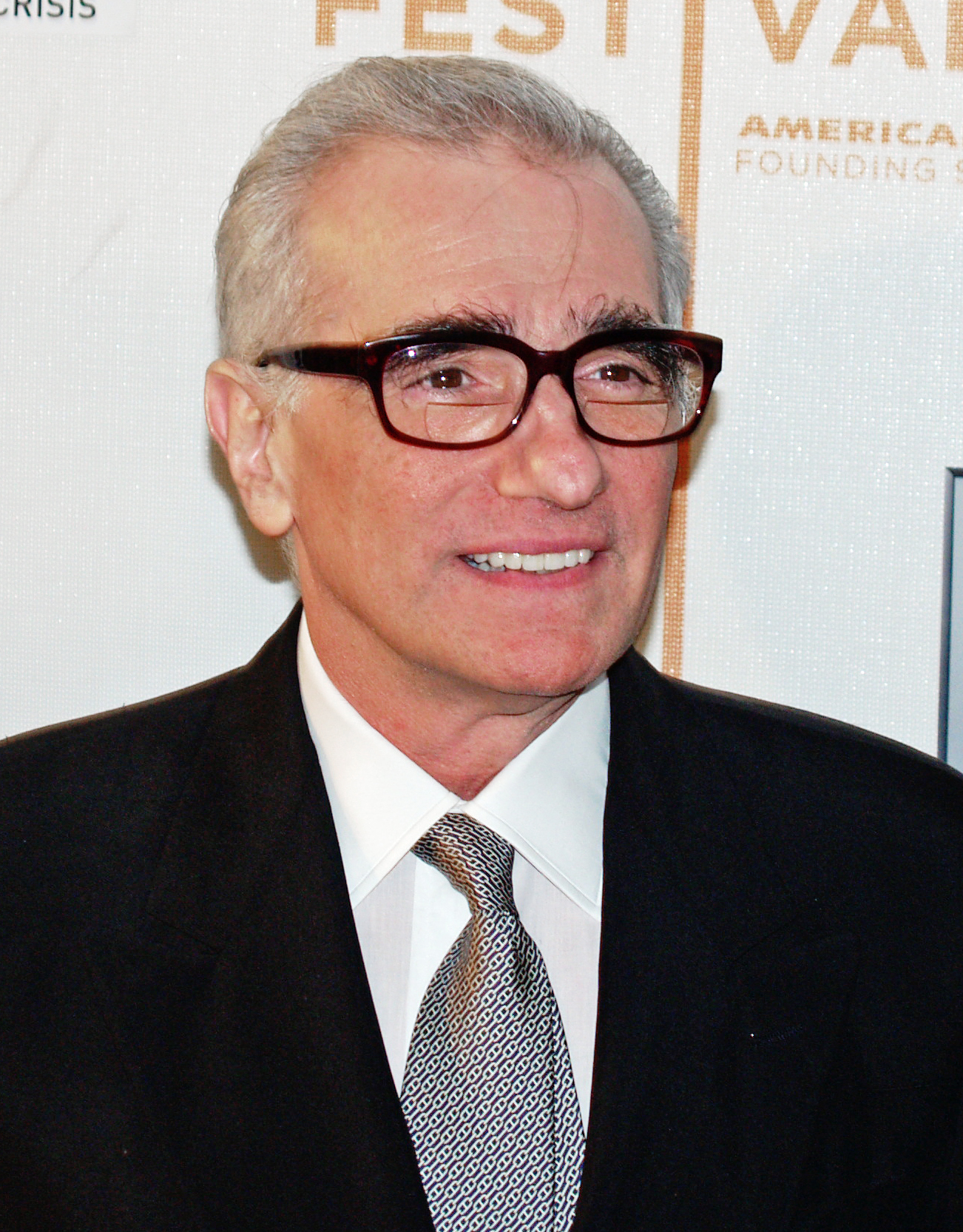
Martin Scorsese

Toro scatenato fu girato in due parti. La parte principale del film, incluse le scene di combattimento, fu girata dopo quelle (invece cronologicamente posteriori) di La Motta ingrassato ed invecchiato; la produzione fu interrotta per alcuni mesi durante i quali, sotto la supervisione del campione di culturismo Franco Columbu, il peso di De Niro dovette aumentare di circa 30 chili, per poi subire un dimagrimento ed una ricostruzione muscolare che gli dessero il fisico di un pugile.
Questo particolare di De Niro è ben visibile in una delle ultime scene, quando La Motta dorme con la camicia aperta, mostrando un voluminoso ventre. Questa e altre scene furono girate con pochissimi "ciak", dal momento che De Niro aveva grossi problemi a recitare con quel corpo enorme; la "metamorfosi" di De Niro rimane una delle più impegnative e celebri della storia del cinema, ed è un esempio lampante di un metodo di recitazione estremo, mirato alla riproduzione più fedele possibile della realtà.
Scorsese e il direttore della fotografia, Michael Chapman, decisero di girare il film in bianco e nero, superando così le prime indecisioni circa il fatto che questo avrebbe reso il film pretenzioso. La scelta fu fatta per ragioni di autenticità temporale, dato che sia i filmati sia le foto degli incontri del periodo in questione (anni quaranta) erano in bianco e nero. In quest'ottica si inseriscono le riprese a colori sbiaditi del matrimonio di Jake e Viki, come ad indicare la novità tecnologica dell'epoca in dotazione al fotografo del matrimonio. Un altro motivo dell'uso del bianco e nero, seppur minore, fu la volontà di differenziare Toro scatenato da altri film sul pugilato, specialmente la serie di Rocky.

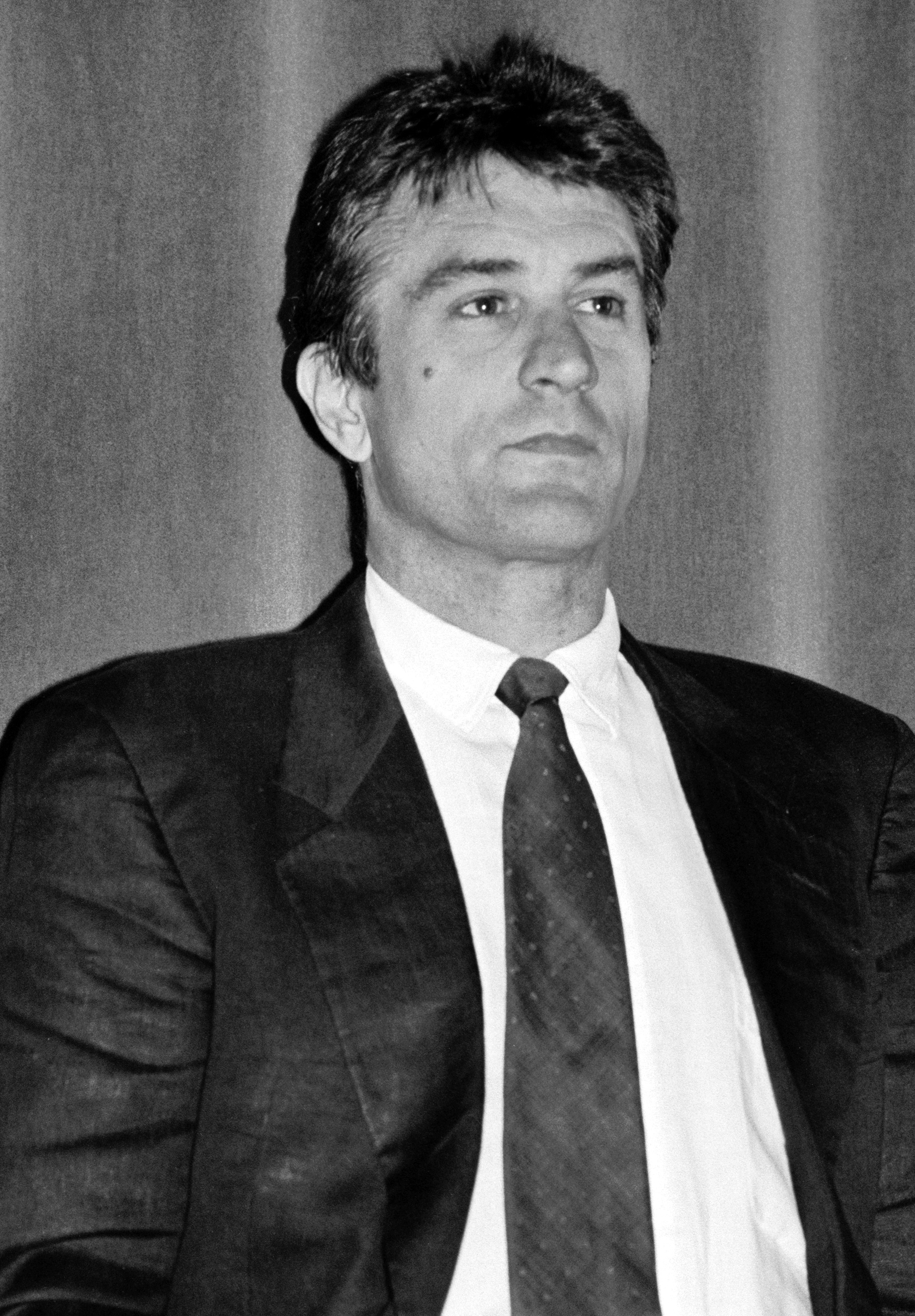
Robert De Niro

Un'altra cosa che Scorsese non amava negli altri film sul pugilato era la modalità di ripresa dell'incontro vero e proprio, ovvero mostrare il combattimento come veniva visto dagli spettatori, fatto che rendeva molto meno cruenta l'impressione che il pubblico aveva dello stesso. Attraverso il sapiente montaggio da Oscar di Thelma Schoonmaker, Scorsese riuscì a mantenersi fedele all'idea di riprese che stessero sul ring, che facessero vedere la violenza di ogni singolo pugno, la rozzezza e la crudezza della "nobile arte". Lo spettatore che assisteva ai duelli del film sentiva ciò che accadeva ai duellanti, percepiva il loro dolore e la loro rabbia, e vedeva con estremo realismo la forza dei colpi che si abbattevano sui pugili. Ogni singolo combattimento si presenta inoltre diverso dagli altri, poiché riflette i vari stati mentali di La Motta durante i combattimenti.
Il film fu montato nell'appartamento newyorkese di Scorsese, soprattutto di notte. Scorsese fu ossessivamente meticoloso ed esigente durante la post-produzione, lavorando affinché ogni particolare fosse in sintonia con l'idea che aveva del film. Scorsese e Thelma Schoonmaker impiegarono un periodo di tempo inusuale anche solo per montare la complessa e variegata colonna sonora. Questo dispendio di energie, e di tempo, sulla post-produzione portò ad un attrito tra il regista e i produttori del film, che lo accusavano di eccessiva lentezza.
Scorsese affermò che questa attenzione da molti considerata "esagerata" sulle fasi successive alla fine delle riprese era motivata dal fatto di essere stato seriamente convinto che Toro scatenato sarebbe stato il suo ultimo lavoro da regista, e quindi voleva che venisse esattamente come lo aveva pensato, come una specie di testamento artistico. Comunque Scorsese è stato poi portato a vedere il film come una sorta di rinascita cinematografica.
Alla fine del film vi è una citazione religiosa ed una dedica al suo defunto professore di cinematografia al college, Haig Manoogian, che lo aveva aiutato a produrre il suo primo lungometraggio.

## Critica e recensioni
Toro scatenato, nei primi giorni di uscita, ricevette pareri contrastanti: alcuni critici ne denunciarono la violenza e la "difficoltà" del personaggio di LaMotta, altri invece ne lodarono il montaggio e la regia. Altri ancora videro l'opera come un misero e vuoto esercizio di stile cinematografico, una prova di autocompiacimento della bravura di Robert De Niro e Martin Scorsese.
A livello generale però la critica spese grandi lodi per il film, lodi che compensavano lo scarso successo di botteghino fatto registrare. La mancata attenzione del pubblico per il film si suppone imputabile all'atmosfera culturale, dal punto di vista cinematografico, del periodo di uscita di Toro scatenato: in quel periodo la facevano da padroni i film fantascientifici di Steven Spielberg e George Lucas, e quindi un prodotto intriso di realismo e crudezza quale era il film non ebbe il dovuto risalto. Tra i critici più entusiasti dell'opera vi fu Roger Ebert, il quale affermò come Toro scatenato fosse entrato appieno tra i classici del cinema, e rappresentasse il coronamento artistico di quelle grandi doti che Scorsese aveva mostrato con le sue opere precedenti.
Anche la notte degli Oscar, nonostante svariate nomination, fu abbastanza povera per il film, che raccolse solo il premio per il montaggio e per il miglior attore, De Niro. Lo stesso Scorsese si arrese di fronte a Robert Redford, miglior regista di quell'edizione. La causa di questa parziale delusione fu anche l'atteggiamento della casa di produzione, la United Artists, che in quel periodo era "distratta" dai problemi finanziari provocati dal flop di I cancelli del cielo, e non promosse abbastanza il film per gli Oscar.
Comunque il riscatto di Toro scatenato arrivò verso la fine degli anni ottanta, quando, oltre ad aver consolidato la sua reputazione come classico del cinema moderno, il film fu spesso votato dai critici come il migliore del decennio, e come uno dei migliori film americani di sempre.
"Il miglior film di ambiente pugilistico della storia del cinema" (Morandini).

## Colonna sonora
Solamente nel 2005 è uscito per il pubblico un cofanetto, contenente due CD, con la colonna sonora del film; le difficoltà erano da imputarsi ai permessi per molte delle canzoni, che lo stesso Scorsese aveva selezionato ritornando con la memoria alla sua infanzia nella Grande Mela. Da ricordare come la vera "colonna sonora" del film sia tratta da tre opere del compositore livornese Pietro Mascagni: l'intermezzo della Cavalleria Rusticana, l'intermezzo del Guglielmo Ratcliff, la Barcarola del Silvano. Sono presenti però anche altre canzoni italiane: ad esempio nel film quando Jake porta Vicky a casa del padre, si sente la canzone Stornelli fiorentini di Carlo Buti (erroneamente riportata nel cd della colonna sonora col titolo di Stornellata fiorentina); ancora, si sente Turi Giuliano di Orazio Strano.

## Riconoscimenti
- 1981 – Premio Oscar
  - Miglior attore protagonista a Robert De Niro
  - Miglior montaggio a Thelma Schoonmaker
  - Candidatura per il miglior film a Irwin Winkler e Robert Chartoff
  - Candidatura per la migliore regia a Martin Scorsese
  - Candidatura per il miglior attore non protagonista a Joe Pesci
  - Candidatura per la miglior attrice non protagonista a Cathy Moriarty
  - Candidatura per la migliore fotografia a Michael Chapman
  - Candidatura per il miglior sonoro a Donald O. Mitchell, Bill Nicholson, David J. Kimball e Les Lazarowitz
- 1981 – Golden Globe
  - Miglior attore in un film drammatico a Robert De Niro
  - Candidatura per Miglior film drammatico
  - Candidatura per Migliore regia a Martin Scorsese
  - Candidatura per Miglior attore non protagonista a Joe Pesci
  - Candidatura per Miglior attrice non protagonista a Cathy Moriarty
  - Candidatura per Miglior attrice debuttante a Cathy Moriarty
  - Candidatura per Migliore sceneggiatura a Paul Schrader e Mardik Martin
- 1982 – Premio BAFTA
  - Miglior montaggio a Thelma Schoonmaker
  - Miglior attore debuttante a Joe Pesci
  - Candidatura per Miglior attore protagonista a Robert De Niro
  - Candidatura per Miglior attrice debuttante a Cathy Moriarty
- 1980 – National Board of Review Award
  - Migliori dieci film
  - Miglior attore protagonista a Robert De Niro
  - Miglior attore non protagonista a Joe Pesci
- 1980 – Los Angeles Film Critics Association Award
  - Miglior film
  - Miglior attore protagonista a Robert De Niro
- 1981 – Nastro d'argento
  - Candidatura per Migliore regia a Martin Scorsese
- 1980 – New York Film Critics Circle Award
  - Miglior attore protagonista a Robert De Niro
  - Miglior attore non protagonista a Joe Pesci
  - Candidatura per Migliore regia a Martin Scorsese
- 1981 – American Cinema Editors
  - Miglior montaggio a Thelma Schoonmaker
- 1981 – Boston Society of Film Critics Award
  - Miglior film
  - Miglior attore protagonista a Robert De Niro
  - Migliore fotografia a Michael Chapman
- 2006 – DVD Exclusive Award
  - Miglior commento audio a Martin Scorsese e Thelma Schoonmaker (Edizione 2 dischi)
- 1981 – Directors Guild of America
  - Candidatura per DGA Award a Martin Scorsese
- 1982 – Fotogramas de Plata
  - Candidatura per Miglior attore straniero a Robert De Niro
- 1983 – Guild of German Art House Cinemas
  - Miglior film straniero a Martin Scorsese
- 1981 – National Society of Film Critics Award
  - Migliore regia a Martin Scorsese
  - Miglior attore non protagonista a Joe Pesci
  - Migliore fotografia a Michael Chapman
  - Candidatura per Miglior film
  - Candidatura per Miglior attore protagonista a Robert De Niro
  - Candidatura per Miglior attrice non protagonista a Cathy Moriarty

## Sequel
In seguito all'inizio delle riprese, nel giugno 2012, di un sequel appropriatosi dei diritti del libro di LaMotta appartenenti alla MGM, la major ha intrapreso una battaglia legale contro la nuova produzione. Il 2 agosto 2012 è stato reso noto che il nuovo film sarà costretto a rinunciare all'iniziale titolo Toro Scatenato 2 cambiandolo in The Bronx Bull e ad astenersi da qualsiasi riferimento esplicito alla pellicola originale.